# Cassina Ferrara
Cassina Ferrara è una frazione del comune italiano di Saronno in provincia di Varese, posta a nord-est del centro abitato, in corrispondenza del confine comunale con Rovello Porro, Cogliate e Ceriano Laghetto.

## Storia
Fu un antico comune del Milanese e sede di parrocchia, dedicata a San Giovanni Battista.
Registrato agli atti del 1751 come un borgo di 329 abitanti, nel 1786 Cassina Ferrara entrò per un quinquennio a far parte della provincia di Varese, per poi cambiare continuamente i riferimenti amministrativi nel 1791, nel 1798 e nel 1799. Alla proclamazione del Regno d'Italia nel 1805 risultava avere 364 abitanti e cambiò nuovamente capoluogo, stavolta passando in provincia di Como. Nel 1812 fu soppresso con regio decreto di Napoleone ed annesso a Rovello. Il Comune di Cassina Ferrara fu quindi ripristinato con il ritorno degli austriaci, che provvedettero anche a riportarlo in Provincia di Milano. Il borgo raggiunse le 542 anime nel 1853, salite a 609 nel 1859 e a 677 nel 1861. La soppressione dell'autonomia comunale giunse infine nel 1869 su regio decreto di Vittorio Emanuele II, che definì l'unione perpetua con Saronno, sebbene non ci fossero stati mai in precedenza legami amministrativi fra i due centri abitati.
Nel XX secolo era abitata da circa 1 200 abitanti, per la maggior parte lombardi dediti a lavorare alla storica fabbrica De Angeli Frua.
In questi anni "la Cassina" era famosa nella città di Saronno per le numerose feste religiose legate alla parrocchia di San Giovanni Battista.
Solo nella seconda metà del 1900 gli abitanti hanno iniziato ad aumentare, divenendo in poco tempo 3000, il piccolo quartiere di Saronno si è quindi allargato fino all'inizio degli anni 2000, quando il quartiere dopo la costruzione del parco Lura contava quasi 7 000 abitanti.